# كنزة فرح
كنزة فرح (بالفرنسية Kenza Farah) مغنية جزائرية. ولدت في مدينة بجاية الجزائرية الواقعة على الساحل في 8 يوليو 1986. هاجرت إلى فرنسا وهي صغيرة مع عائلتها. بدأت مشوارها الفني في عام 2000 بمدينة مرسيليا، وهي الآن تعتبر من المغنيات العالميات. ومن أشهر أغانيها حبيبي آي لاف يو Habibi I Love You مع المغني المغربي الأصل أحمد شوقي والمغني العالمي بيتبول (Pitbull) وحققت الأغنية بالنسخة المعدلة التي اشتركت فيها كنزة أكثر من مليون تحميل على موقع فور شارد، واحتلت المرتبة الثانية في الترتيب العالمي 2013.